# كارين هاربر
كارين هاربر (بالإنجليزية: Karen Harper)‏ (6 أبريل 1945، توليدو في الولايات المتحدة)؛ كاتِبة وروائية أمريكية.